# Конюшина суничкувата
{{#ifeq:0|0|{{#if:|{{#if:Trifoliumfragiferum|[[]}}|}}}}
Конюшина суницеподібна (Trifolium fragiferum), конюшина сунична — рослина родини бобові (Fabaceae). Росте на вологих луках, по берегах річок, часто на більш-менш засолених ґрунтах по всій Україні. Цінна кормова рослина.

## Будова
Трав'яниста рослина з трійчастими листками. Стебло сланке, з повзучими пагонами, які вкорінюються. Листочки яйцеподібної форми або еліптичні, дрібнозубчасті по краю. Квітки ніжно-рожевого кольору зібрані в головчасте суцвіття. Головки оточені обгорткою з ланцетних листочків. Після цвітіння чашечка квіток розростається, пузиро-подібно надувається у верхній частині, завдяки цьому насіння легко переноситься водою на великі відстані. Цвіте влітку й на початку осені.

## Джерело
- Гамуля Ю. Г. Рослини України / за ред. О. М. Утєвської. — Харків : Фактор, 2011. — 208 с. — (Україна. Вчора, сьогодні, завтра) — 3000 прим. — ISBN 978-966-312-720-0.

|  | Це незавершена стаття про бобові. Ви можете допомогти проєкту, виправивши або дописавши її. |